# Theuma
Pour les articles homonymes, voir Theuma (homonymie).
Theuma  est une commune de Saxe (Allemagne), située dans l'arrondissement du Vogtland, dans le district de Chemnitz.

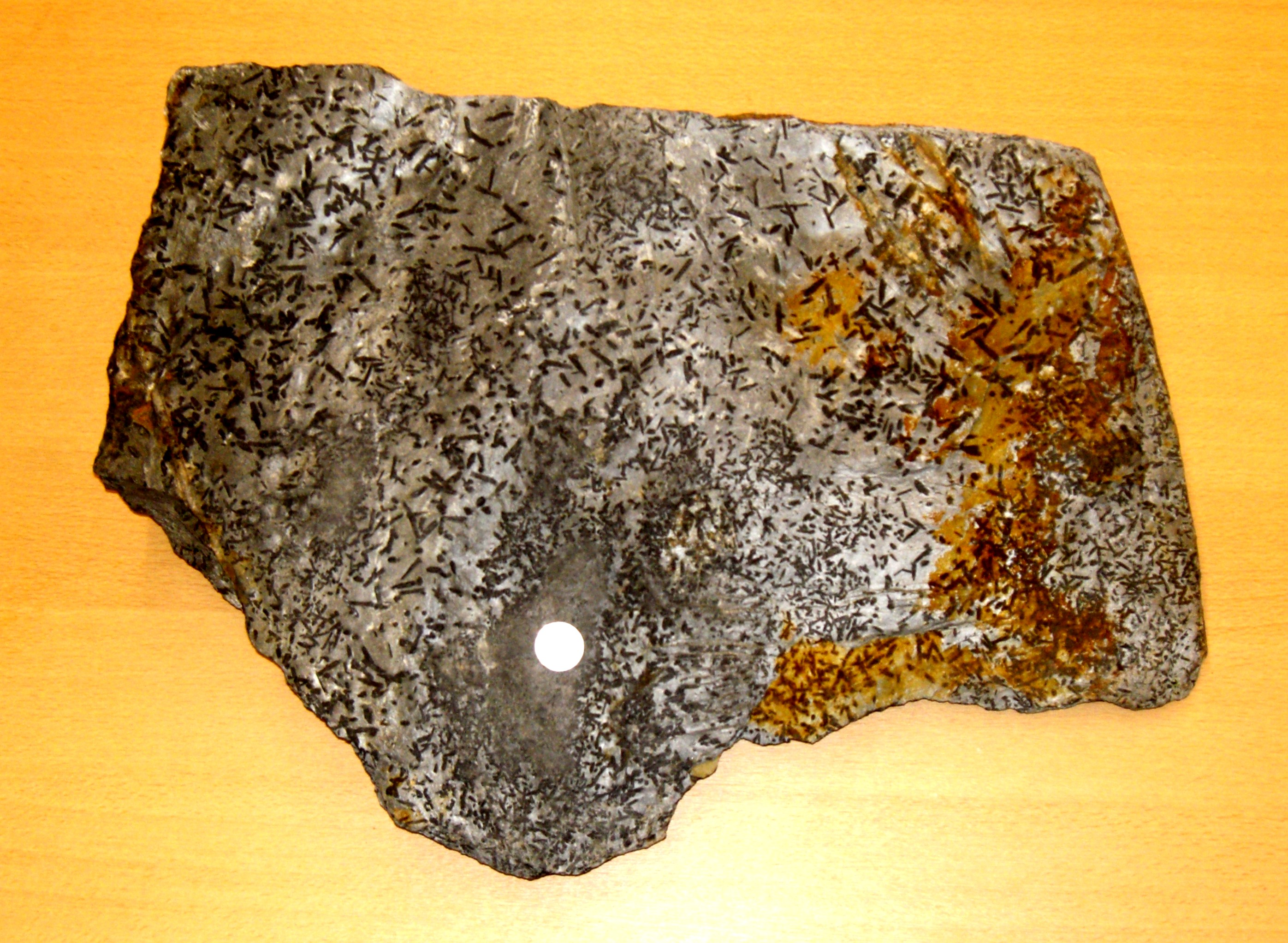
Schiste tacheté de Theuma

Un gisement de roches sédimentaires argileuses (Fruchtschiefer, schistes tachetés) de la période ordovicienne, surimprimées par contact métamorphique à proximité immédiate du pluton granitique varisque de Bergen, est exploité à Theuma comme pierre de taille.